# 스칼라 보손
스칼라 보손(scalar boson)은 스핀이 0인 보손이다. 알파 입자와 파이온이 그 예이다.
표준 모형에서 기본입자중에는 힉스 보손이 유일하다.

## 같이 보기
- 클라인-고든 방정식
- 힉스 보손